# Maximilian II. Emanuel (Bayern)

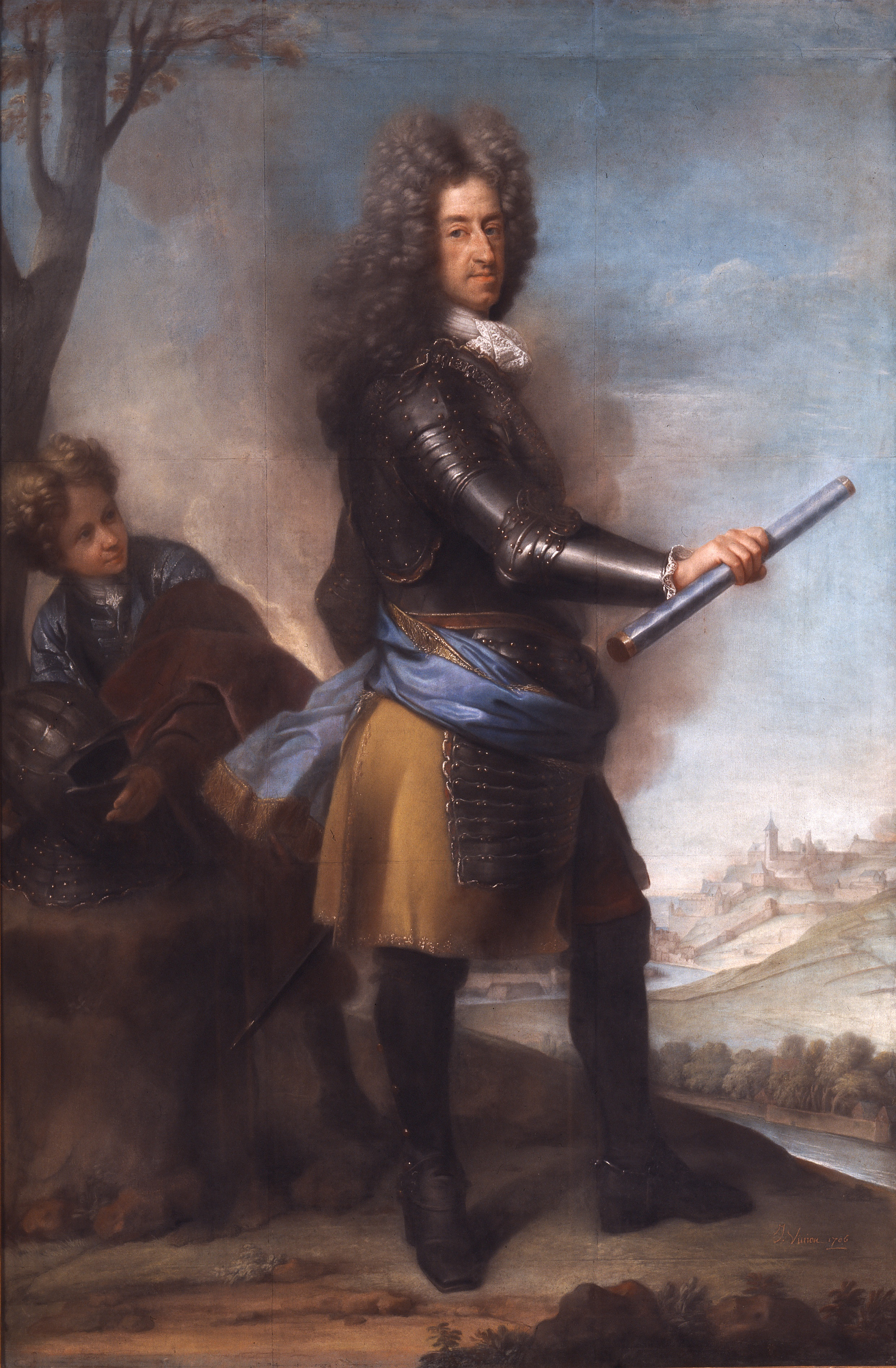
Joseph Vivien: Kurfürst Max Emanuel von Bayern als Feldherr (1706; Münchner Residenz).
Der Kurfürst ist mit Allongeperücke und im Harnisch, mit blauer bayerischer Schärpe und Marschallsstab vor der Stadt Bergen zu sehen; der Page im Hintergrund ist wahrscheinlich sein filius illegitimus, der spätere Comte de Bavière.
Max Emanuels Unterschrift:

Maximilian II. Emanuel (kurz Max Emanuel, auch bekannt als Blauer Kurfürst; * 11. Juli 1662 in München; † 26. Februar 1726 ebenda) aus dem Haus Wittelsbach war von 1679 an Kurfürst von Bayern. Während des Großen Türkenkrieges machte er sich als Feldherr in kaiserlichen Diensten einen Namen. Während des Pfälzischen Erbfolgekrieges wurde er 1692 Generalstatthalter der Spanischen Niederlande. Diesen Posten behielt er bis 1706. Seine Hoffnungen zumindest auf einen Teil des spanischen Erbes führten dazu, dass er zu Beginn des Spanischen Erbfolgekrieges ein Bündnis mit Ludwig XIV. einging. In den ersten Jahren des Krieges agierte er als dessen Verbündeter durchaus offensiv, ohne aber nennenswerte Erfolge zu erzielen. Nach der vernichtenden Niederlage in der Schlacht von Höchstädt von 1704 musste er Bayern verlassen. Im Jahr 1706 wurde über ihn sogar die Reichsacht verhängt. Nach dem Ende des Krieges konnte er seine Herrschaft in Bayern wieder antreten. Er bemühte sich um einen Ausgleich mit dem Haus Habsburg und versuchte die Position des Hauses Wittelsbach im Reich zu stärken.
Kulturell markiert die Herrschaft Max Emanuels, der Bauherr vieler Schlösser und ein bedeutender Kunstsammler war, den Übergang vom italienischen Hochbarock zum französisch geprägten Régencestil, aus dem sich dann zunehmend durch einheimische Künstler das bayerische Rokoko entwickelte.

## Herkunft

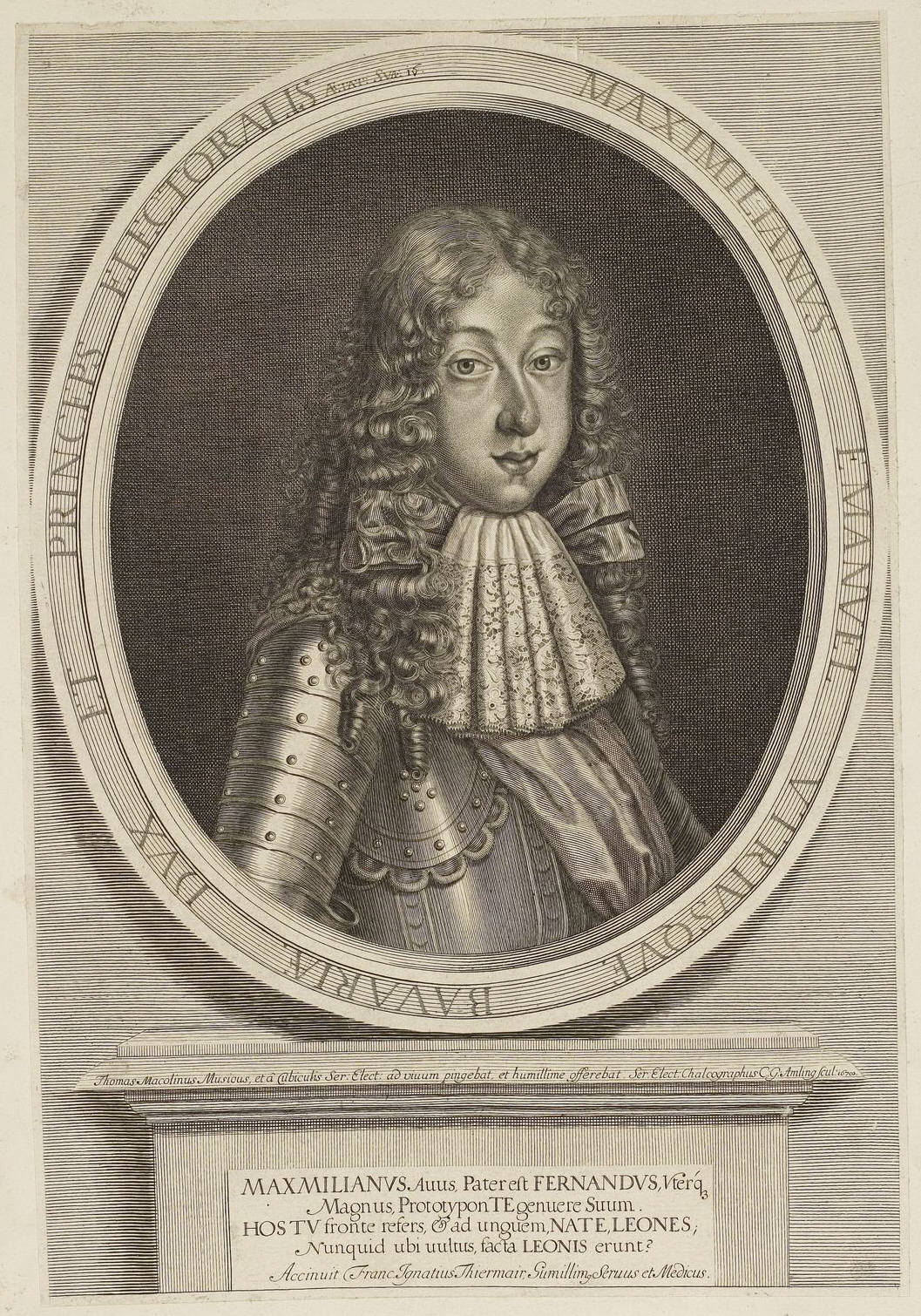
Kupferstich aus dem Jahr 1678 von Carl Gustav Amling nach Thomas Macolinus Musicus

Ludwig Maria Joseph Kajetan Anton Nikolaus Franz Ignaz Felix kam als ältester Sohn des Kurfürstenpaares Ferdinand Maria und Henriette Adelheid in der bayerischen Residenzstadt zur Welt. Seine Mutter erhielt als Dankesbeweis für die lang ersehnte Geburt des Thronfolgers später die Mittel zur Errichtung von Schloss Nymphenburg zum Geschenk, das ihr Sohn wesentlich erweiterte und als Sommerresidenz nutzte. Auch die Münchener Theatinerkirche wurde aus diesem Anlass gebaut. Schon 1676 starb seine Mutter, zu der sich Max Emanuel besonders hingezogen fühlte, und 1679 nach dem plötzlichen Tod des Vaters war er knapp 18 Jahre alt und ein begeisterter Musiker, der Gambe spielte und sich für die Oper sowie die Jagd interessierte.

## Herrschaft

### Regierungsbeginn
Nach dem Tode des Vaters trat Max Emanuel 1679, zunächst noch bis 1680 unter der Vormundschaft seines Onkels Maximilian Philipp von Leuchtenberg, die Regierung im Kurstaat an und modernisierte das bayerische Heer weiter nach französischem Vorbild. Aufgrund der Reichskriegsverfassung von 1681 war auch Bayern zur Stellung von Truppen für die Reichsarmee verpflichtet, so entstand die Bayerische Armee als stehendes Heer. Die Verstaatlichung des Kriegswesens wurde aber auch ein wichtiges Element der absolutistischen Machtpolitik des Kurfürsten. Geheimer Ratskanzler blieb zunächst weiterhin Kaspar von Schmid, der mit Korbinian von Prielmayr die Neutralitätspolitik Bayerns unter Max Emanuels Vater gestaltet hatte. Die Ehe von Max Emanuels ältester Schwester Maria Anna Victoria mit ihrem Vetter dem Grand Dauphin 1680 festigte jedoch zunächst die Beziehungen Bayerns zu Frankreich weiter.

### Kaisertreue und Erfolge im Türkenkrieg

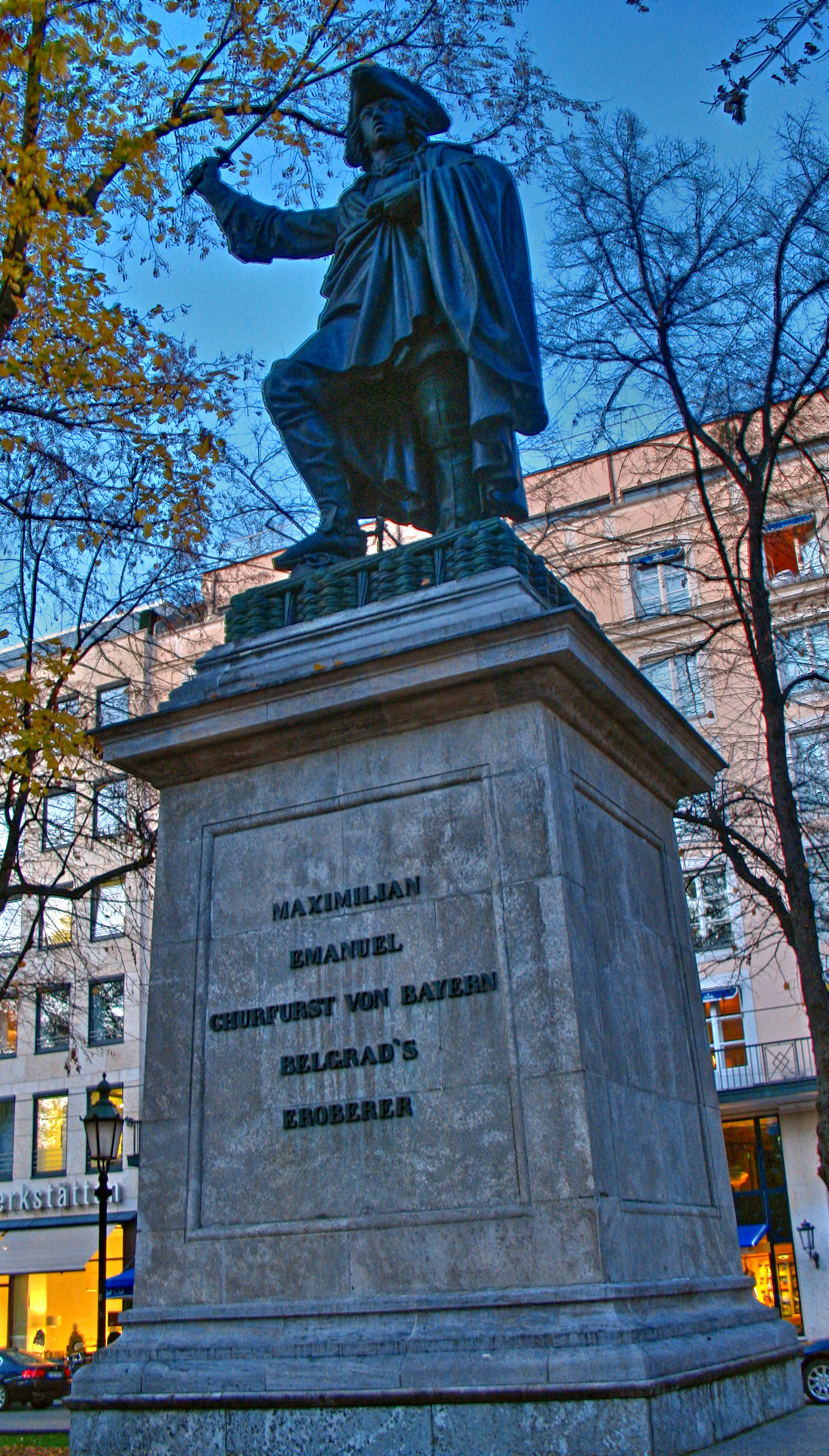
Standbild Max Emanuels (Belgrads Eroberer), München

In der Außenpolitik veränderte Max Emanuel dann den Kurs Bayerns: Sein Vater, Kurfürst Ferdinand Maria, war noch bemüht, Bayern aus den Auseinandersetzungen der Großmächte herauszuhalten. Max Emanuel hingegen griff offensiv in die europäische Politik ein.
Sein noch von seinem Vater angehäufter Staatsschatz machte ihn sowohl für den römisch-deutschen Kaiser Leopold I. als auch für den französischen König Ludwig XIV. interessant. Zunächst betrieb er wie sein Vater eine Neutralitätspolitik zwischen Versailles und Wien. Die Reunionspolitik Ludwigs XIV. führte zur Annäherung an den Kaiser. Beide Seiten schlossen 1683 vor dem Hintergrund der Türkengefahr und der expansiven Politik Frankreichs ein Verteidigungsabkommen, das kurze Zeit später um ein Militärabkommen ergänzt wurde.
Als die Türken im Großen Türkenkrieg 1683 Wien belagerten, kam der bayerische Kurfürst dem Kaiser militärisch mit etwa 11.000 Soldaten zu Hilfe. Mit bayerischer Beteiligung gelang es Kaiser Leopold I. und dem polnischen König Sobieski, Wien von den Türken zu befreien (12. September). Der Wittelsbacher war einer der wenigen Fürsten, die sich persönlich an der Schlacht beteiligten. Auch nach der Befreiung Wiens kämpften Maximilian Emanuel und die bayerischen Truppen im Großen Türkenkrieg. Seine Soldaten waren 1683 an der Eroberung von Gran beteiligt. Ein Jahr später nahm er selbst an dem erfolglosen Angriff auf Ofen (heutiges Budapest/Ungarn) teil.

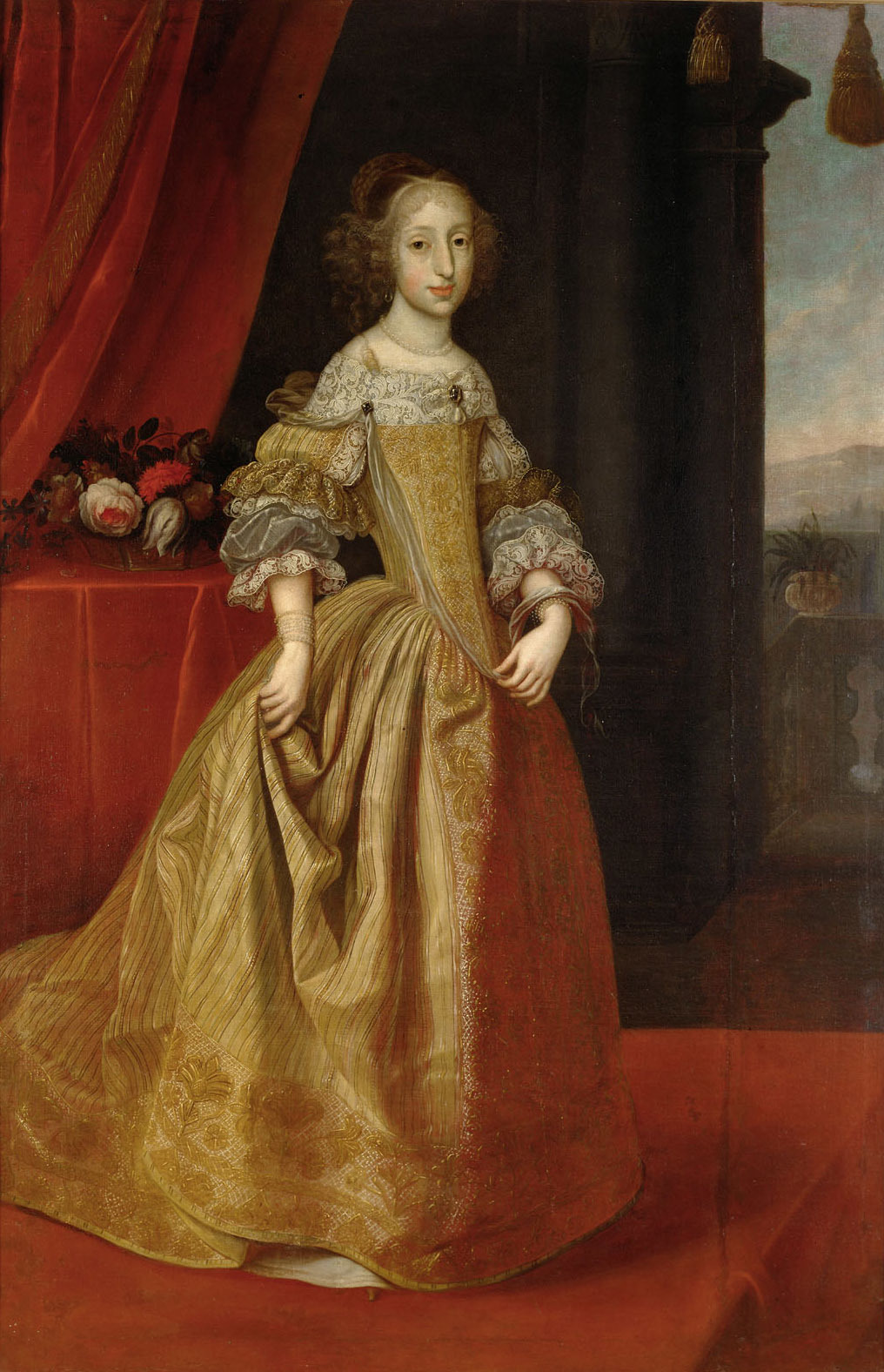
Maria Antonia von Österreich

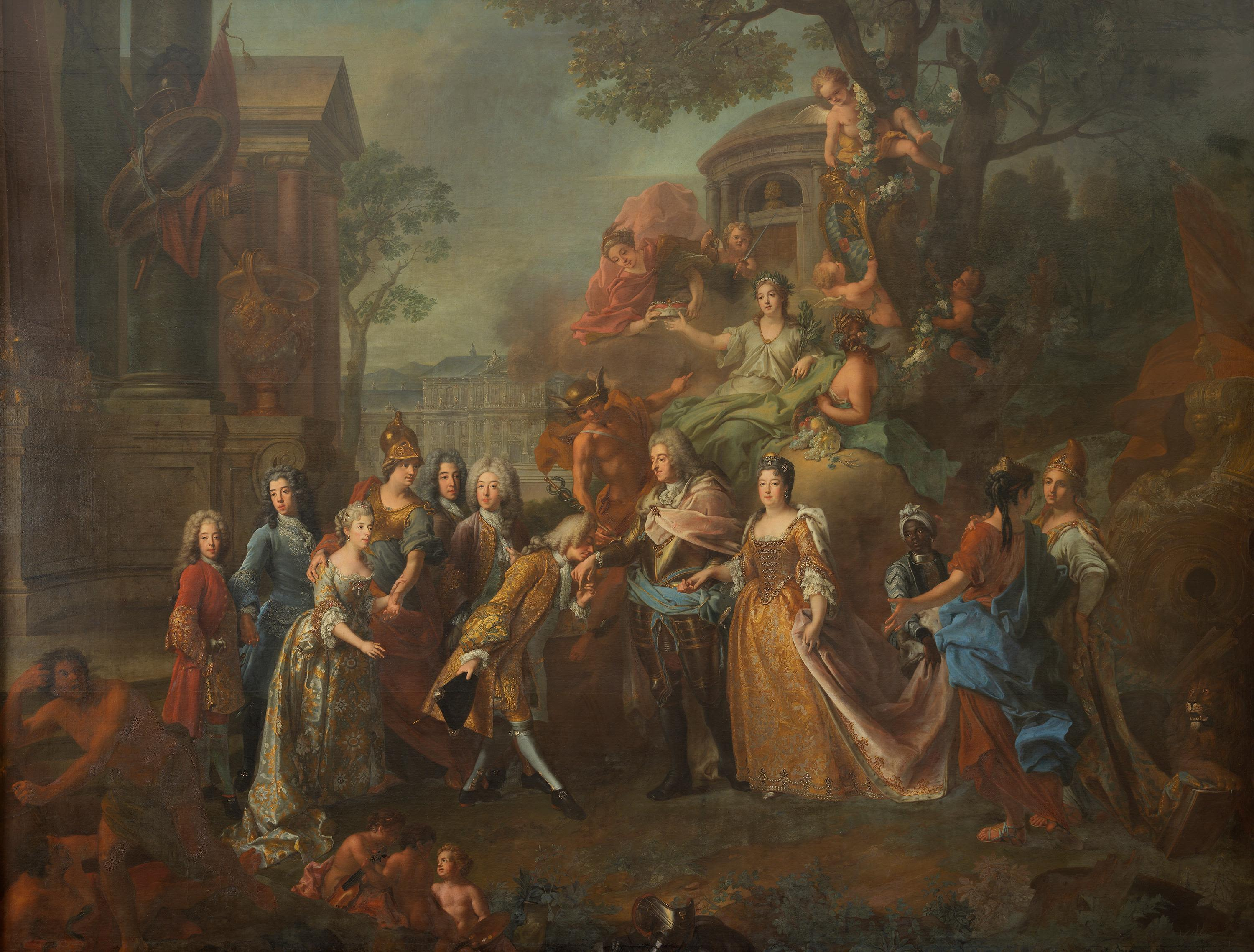
Max Emanuel mit seiner Familie 1733.

Da Leopold I. den Kurfürsten fester an das Haus Habsburg binden wollte, stimmte er 1685 widerstrebend dessen Heirat (15. Juli) mit seiner Tochter Maria Antonia zu. Diese Heirat war insofern von internationaler Bedeutung, weil die Erzherzogin nach dem Tod des spanischen Königs Karl II. eine mögliche Erbin des spanischen Throns war. Dem vorangegangenen Erbverzicht des Kurfürstenpaares stimmten Karl II. und die Cortes nicht zu. Damit konnte Maximilian Emanuel neben Nachkommen Leopolds und Ludwig XIV. im Namen seiner Frau das spanische Erbe beanspruchen. Für das kurfürstliche Paar entstand damals Schloss Lustheim durch Enrico Zuccalli, die Ehe selbst war jedoch bald wenig harmonisch.
Im weiteren Verlauf des Türkenkrieges erwarb sich Max Emanuel durch große Tapferkeit den Ruf eines herausragenden Feldherrn. Im Feldzug gegen die Osmanen von 1685 diente Maximilian Emanuel als Unterfeldherr. Im folgenden Jahr hatte er für kurze Zeit selbst den Befehl über eine kleine Armee inne, ehe er zum Angriff von Ofen erneut Karl V. von Lothringen unterstellt wurde. Ein Sturmangriff am Berg Harsan, an dem sich auch die Truppen von Maximilian Emanuel beteiligten, führte 1686 zur Eroberung der Stadt. Im Jahr darauf hatte er erneut für einige Zeit ein eigenes Kommando inne, ehe Nachschubprobleme wieder zu einer Vereinigung mit Lothringen führten. In der Schlacht bei Mohács trug der von ihm zusammen mit Ludwig Wilhelm von Baden-Baden geführte rechte Flügel zum kaiserlichen Sieg entscheidend bei.
Seit dem Herbst 1687 drängte der Kurfürst auf die Übertragung der Stelle des Oberbefehlshabers und drohte dabei auch mit der Aufkündigung des Bündnisses. Im Juli 1688 gab Leopold nach und dem Kurfürsten von Bayern wurde der Oberbefehl in Ungarn übertragen. Ihm gelang die Befreiung Belgrads. Dabei kämpfte der Kurfürst selbst in den vordersten Reihen mit und wurde mehrfach verwundet. Alleine bei dieser Schlacht starben 5000 von 33.500 bayerischen Soldaten und 7000 türkische Kämpfer. In der Folge wurde er als „Blauer Kurfürst“ (türk. Mavi Kral, wörtl. Blauer König) – wie er wegen seines blauen Uniformrocks genannt wurde – und Türkenbezwinger in ganz Europa bekannt. Zum Dank wurde er zum Ritter des Ordens vom Goldenen Vlies ernannt. Allerdings belasteten die Kriegskosten, die von den Subsidien des Kaisers nicht völlig gedeckt wurden, die Finanzkraft Bayerns stark. Von 1689 bis 1697 waren bayerische Truppen zudem im Pfälzischen Erbfolgekrieg gebunden. Für Bayern gewann der Kurfürst 1700 immerhin die Stadt und Herrschaft Wertingen sowie die Herrschaft Hohenreichen hinzu. Die Habsburgermonarchie konnte sich dagegen durch die erfolgreichen Türkenkriege, zu denen der Kurfürst selbst beigetragen hatte, weit nach Osten ausdehnen und wurde nun ein übermächtiger Nachbar.

### Generalstatthalter der Spanischen Niederlande
Zwar hatte der Kurfürst wieder diplomatische Beziehungen mit Frankreich aufgenommen, aber der Kölner Bistumsstreit, in dem er seinen Bruder Joseph Clemens von Bayern unterstützte, und der damit in Zusammenhang stehende Beginn des Pfälzischen Erbfolgekrieges führten erneut zum Abbruch der Beziehungen. Maximilian Emanuel kämpfte 1690 am Mittel- und Oberrhein gegen die Franzosen. Ein Jahr später unterstützte er Viktor Amadeus von Savoyen und nahm Carmagnola ein.

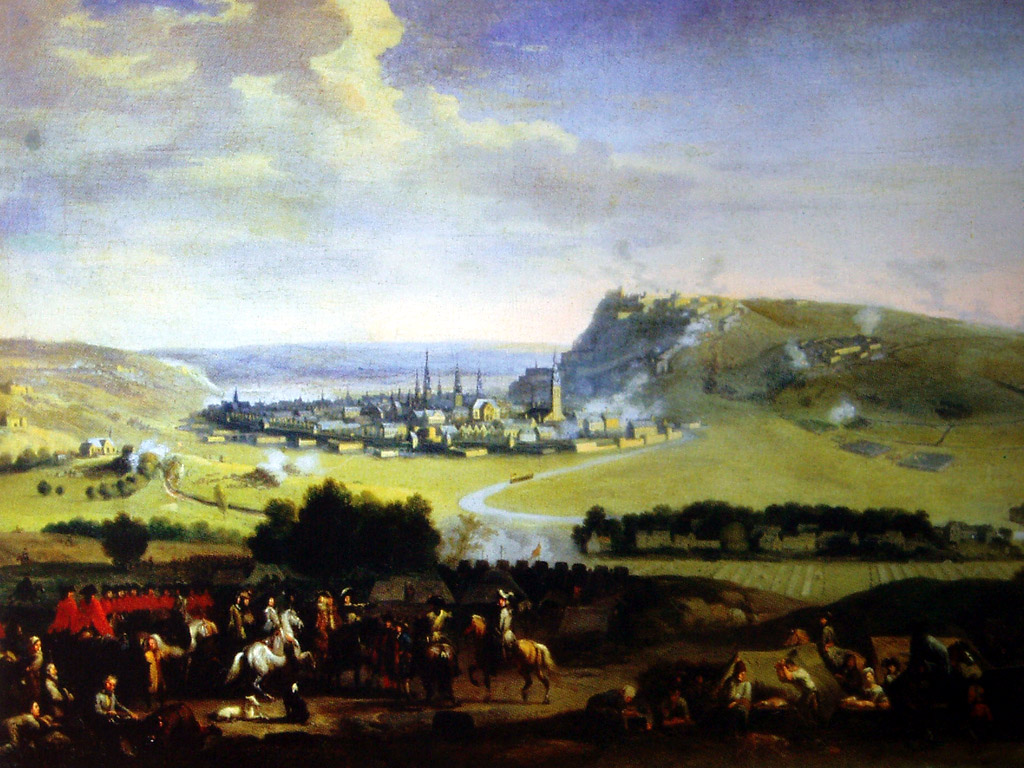
Die Belagerung von Namur 1695

Auf Betreiben des Kaisers und Wilhelm III. von Oranien sowie der Königinmutter Maria Anna ernannte ihn der spanische König Karl II. am 12. Dezember 1691 zum Generalstatthalter der Spanischen Niederlande. Die Spanischen 
Niederlande waren etwa 
so groß wie Bayern, hatten 
aber doppelt so viele Einwohner. 
Ende 1692 starb die Kurfürstin in Wien. In ihrem Testament hatte sie für sich und ihre Erben nochmals auf die Anwartschaft auf die spanische Krone verzichtet, ihren Gemahl enterbt und ihren Privatbesitz ihrem Sohn überschrieben. Durch Verwendung bayerischer Gelder für die Niederlande trug Max Emanuel zu einer weiteren Verschlechterung der Haushaltslage im Kurstaat bei. Durch seine Hochzeit mit Therese Kunigunde von Polen am 2. Januar 1695 in Wesel kam immerhin eine ansehnliche Mitgift von 500.000 Talern mit in die zweite Ehe des Kurfürsten.
In Brüssel hielt Max Emanuel prächtig Hof, um seinen potentiellen Erbanspruch auf Spanien zu demonstrieren. Aufgrund fehlender männlicher Nachkommen neigte sich die Herrschaft der Habsburger über die Länder der spanischen Krone Ende des 17. Jahrhunderts ihrem Ende zu und die spanische Thronfolge wurde zum Gegenstand allgemeiner Aufmerksamkeit der europäischen Diplomatie. Tatsächlich setzte Karl II. den Sohn Max Emanuels aus erster Ehe, Kurprinz Joseph Ferdinand, zum Universalerben des spanischen Weltreichs ein. Dessen früher Tod 1699, dessen Ursache nie geklärt werden konnte (in Versailles etwa hieß es, er sei durch Gift aus Wien herbeigeführt worden), bedeutete eine Katastrophe für die ehrgeizigen Aufstiegspläne Max Emanuels. Schon Ende 1696 hatte Max Emanuel einen geheimen Vertrag mit dem brandenburgischen Kurfürsten Friedrich abgeschlossen, in dem sich beide Seiten gegenseitige Unterstützung bei der Erlangung der Königskrone zusicherten. Jedoch blieb dieser Vertrag ohne Folgen.
Inzwischen hatte Maximilian Emanuel auf dem niederländischen Kriegsschauplatz die Alliierten unterstützt. Er nahm unter anderem 1695 an der Wiedereroberung von Namur teil. Er konnte aber nicht verhindern, dass die Franzosen Brüssel bombardierten und insbesondere das Zentrum der Stadt zerstörten. Die schlechte finanzielle Lage zwang ihn zu einer vorsichtigen Kriegsführung. Nach dem Frieden von Rijswijk 1697 führte sein Minister Jan van Brouchoven verschiedene Reformen durch. Der Plan, die Scheldemündung wieder für die Schifffahrt zu öffnen, scheiterte am Widerstand von England und den Niederlanden. Der Generalstatthalter wurde zunehmend unpopulär und musste 1699 einen Aufstand unter Führung der Zünfte gewaltsam von bayerischen Truppen niederschlagen lassen.

### Wechsel der Fronten
Als im letzten Testament Karls II. überraschend ein Enkel Ludwigs XIV. und Neffe Max Emanuels, der Bourbone Philipp V., zum Alleinerben Spaniens ernannt wurde, kam es 1701 zum Spanischen Erbfolgekrieg. Diesmal schlug sich der Kurfürst auf die französische Seite (Bayerische Diversion im Spanischen Erbfolgekrieg). Als Generalstatthalter erlaubte er den französischen Truppen, die spanischen Festungen in den Niederlanden zu besetzen, und schloss ein Bündnis mit Frankreich. Kurze Zeit später kehrte er nach Bayern zurück. Obwohl Bayern damals gerade einmal 1,1 Millionen Einwohner hatte, unterhielt Max Emanuel eine Armee von 27.000 Mann. Max Emanuel versuchte vergeblich, den Mainzer Erzbischof und Reichserzkanzler Lothar Franz von Schönborn für eine Neutralität des Reiches zu bewegen. Im Jahr 1702 versprach Ludwig XIV. Maximilian Emanuel bei einer Besetzung Bayerns zu entschädigen. Der Kurfürst drängte aber vergeblich auf ein Königreich aus der spanischen Erbmasse.

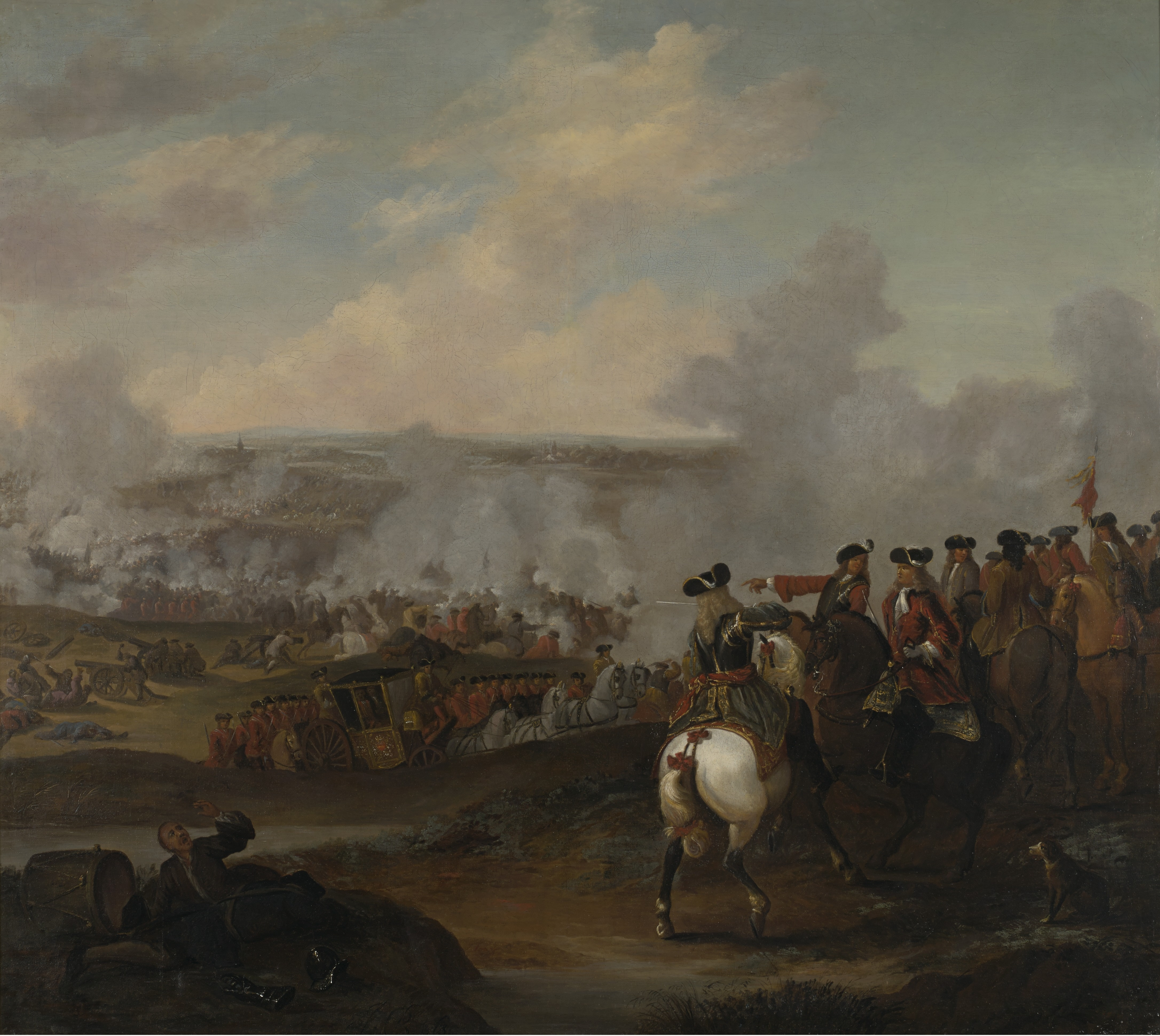
Die Niederlage in der Schlacht von Höchstädt 1704 zwang Maximilian Emanuel Bayern zu verlassen

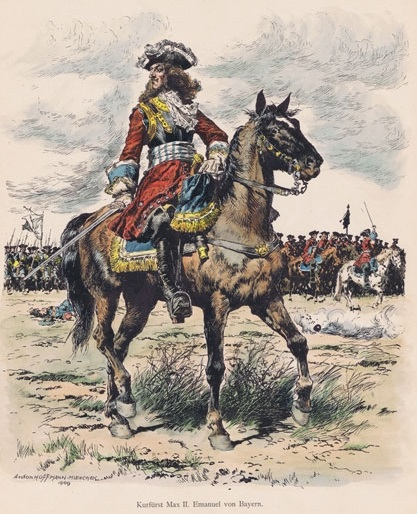
Max Emanuel als Feldherr

Im Jahr 1702 ließ er die Stadt Ulm besetzen, um so die Verbindung Bayerns mit Frankreich zu sichern. Im folgenden Jahr wurde Neuburg an der Donau nach einer Belagerung eingenommen und danach Regensburg besetzt. Französische Truppen wurden nach Bayern entsandt, damit Maximilian Emanuel Tirol angreifen konnte. Das Ziel, im sogenannten Bayrischen Rummel bis Italien vorzustoßen, um sich dort mit den Franzosen unter Louis II. Joseph de Bourbon, duc de Vendôme zu vereinigen, scheiterte. In Tirol stieß Maximilian Emanuel auch auf den Widerstand der Bevölkerung gegen eine bayerische Herrschaft. Dies zwang die Bayern zum Rückzug.
Im September 1703 gewann Max Emanuel die Erste Schlacht bei Höchstädt mit den Franzosen unter Claude-Louis-Hector de Villars gegen die Kaiserliche Armee und Preußen. Es kam von verschiedener Seite zu Vermittlungsbemühen, auf die der Kurfürst aber nicht einging. Stattdessen nahm er Ende 1703 Augsburg und Anfang des nächsten Jahres Passau ein. Ein Winterfeldzug nach Oberösterreich zeitigte keine nennenswerte Erfolge. Bei neuerlichen Verhandlungen, vermittelt von Ludwig Wilhelm von Baden-Baden, machte Maximilian Emanuel einen Wechsel der Allianzen von einem Königstitel abhängig. Leopold I. ging darauf nicht ein. Im Juli 1704 verloren dann Max Emanuels Generale Maffei und Arco die Schlacht am Schellenberg. Durch diesen Sieg der Briten, Niederländer und Kaiserlichen über Bayern und die anschließende Einnahme Donauwörths wurde die Donaulinie durchbrochen und das Kurfürstentum Bayern dem Zugriff der Alliierten preisgegeben. Die Haager Große Allianz des Kaisers mit England und den Vereinigten Niederlanden bot nun mit Eugen von Savoyen und dem Herzog von Marlborough ihre besten Feldherren gegen Bayern und Frankreich auf.
Am 13. August 1704 standen sich in der Zweiten Schlacht von Höchstädt über 100.000 Soldaten gegenüber, von denen rund 25.000 starben oder verwundet wurden. Frankreich und das verbündete Bayern verloren diese Schlacht. Der Kurfürst floh in die Niederlande. Bayern wurde von den Kaiserlichen besetzt. Zunächst wurde seiner Gemahlin Therese Kunigunde von Polen noch die Herrschaft über das Rentamt München überlassen, bevor auch hier die Habsburger 1705 unter Bruch des Vertrags von Ilbesheim die Verwaltung übernahmen. Gleichzeitig wurde am 16. Mai 1705 München von 3.200 Mann der kaiserlichen und pfälzischen Truppen besetzt. Die Oberpfalz wurde an den Pfälzer Wittelsbacher Kurfürst Johann Wilhelm übertragen. Leopold I. war am 5. Mai gestorben und sein Sohn Kaiser Joseph I. schlug sofort einen energischeren Kurs ein.
Der Leidensdruck der Bevölkerung entlud sich in einem Aufstand, der 1705 in der Sendlinger Mordweihnacht sowie bei Aidenbach blutig niedergeschlagen wurde.
Maximilian Emanuel kämpfte indessen weiter auf französischer Seite. Zusammen mit François de Neufville, duc de Villeroy verlor er 1706 die Schlacht bei Ramillies. Dies hatte zur Folge, dass Brüssel von den Alliierten besetzt werden konnte. Die Pläne, ihn im Zusammenhang mit dem Aufstand von Franz II. Rákóczi zum König von Ungarn zu machen, hatten keinen Erfolg.

### Exil und niederländische Herrschaft
1706 wurde über Maximilian Emanuel und seinen Bruder Joseph Clemens, den Kölner Kurfürsten, die Reichsacht verhängt. Die Oberpfalz war derweil an Max Emanuels pfälzischen Vetter Johann Wilhelm gekommen, der auch die angesehenere (vierte) Kurwürde übernahm. Am 19. Oktober 1706 zog Maximilian Emanuel zusammen mit seiner Hofmusik dessen ungeachtet feierlich in Mons ein, um dort zu residieren. Es fanden sogar Bälle und Theateraufführungen statt, und zwar im großen Saal des Rathauses.
Im Jahre 1708 führte Maximilian Emanuel noch einmal Truppen ins Rheinland, ohne dass dies einen nennenswerten Erfolg gehabt hätte. Danach bekam er von Ludwig XIV. kein Kommando mehr. Nachdem der größte Teil der spanischen Niederlande 1709 nach der Schlacht bei Malplaquet besetzt wurde, ging Maximilian Emanuel nach Frankreich. Nach einer kurzen Phase in Versailles wurde dem Kurfürsten das Schloss in Compiègne angewiesen.

Herzogliches Wappen Maximilian Emanuels

Es war angesichts der alliierten Besetzung eine bloße Geste, als ihm sein Neffe Philipp V. von Spanien 1711 die vormals spanischen Niederlande mit dem Titel „Herzog von Brabant, Limburg, Luxemburg und Geldern, Graf von Flandern, Hennegau und Namur“ abtrat. Seine Herrschaft in der Gegend von Namur, Luxemburg, Charleroi und Nieuwpoort hing völlig von der französischen Hilfe ab.
Mit der Gegenseite verhandelte er über einen Tausch Bayerns gegen die spanischen Niederlande. Dafür war er bereit, die Seiten zu wechseln. Diese Versuche scheiterten auch am Widerstand seines Bruders Joseph Clemens. Maximilian Emanuel hatte schon 1709 erfolglos versucht, seine Ansprüche auf Bayern mit der Herrschaft über Mailand, Mantua und Sardinien mit den Habsburgern zu tauschen. Eine Wende kam erst 1711 nach dem plötzlichen Tode Kaiser Josephs I. in Gange, als der habsburgische Thronbewerber in Spanien als Karl VI. nun auch neuer Kaiser wurde. Damit war an Stelle einer französischen eine österreichische Hegemonie in Europa zu befürchten. Daher scherte England 1713 aus dem Bündnis der Haager Allianz des Kaisers aus und schloss Frieden mit Frankreich. Auch im Frieden von Utrecht plante Max Emanuel vergeblich, für den Verzicht auf Bayern, die Königreiche Sardinien und Sizilien zu erhalten.
Die Franzosen setzten im Rastatter Frieden und im Frieden von Baden 1714 Max Emanuels Wiedereinsetzung als Kurfürst von Bayern durch. Auch Leuchtenberg fiel an Max Emanuel zurück, seine Bemühungen, weitere Gebiete zu erhalten, scheiterten. Nach der Restitution Kurfürst Max Emanuels leitet noch bis zur Rückkehr des Kurfürsten am 10. April 1715 dessen Obersthofmeister Graf Maximilian Johann Franz von Preysing als Direktor des Geheimen Rats die Geschicke des Kurfürstentums. Kurz nach seiner Rückkehr  schloss Max Emanuel einen Subsidien- und Freundschaftsvertrag mit Frankreich ab.

### Zweite Regierungsära in Bayern

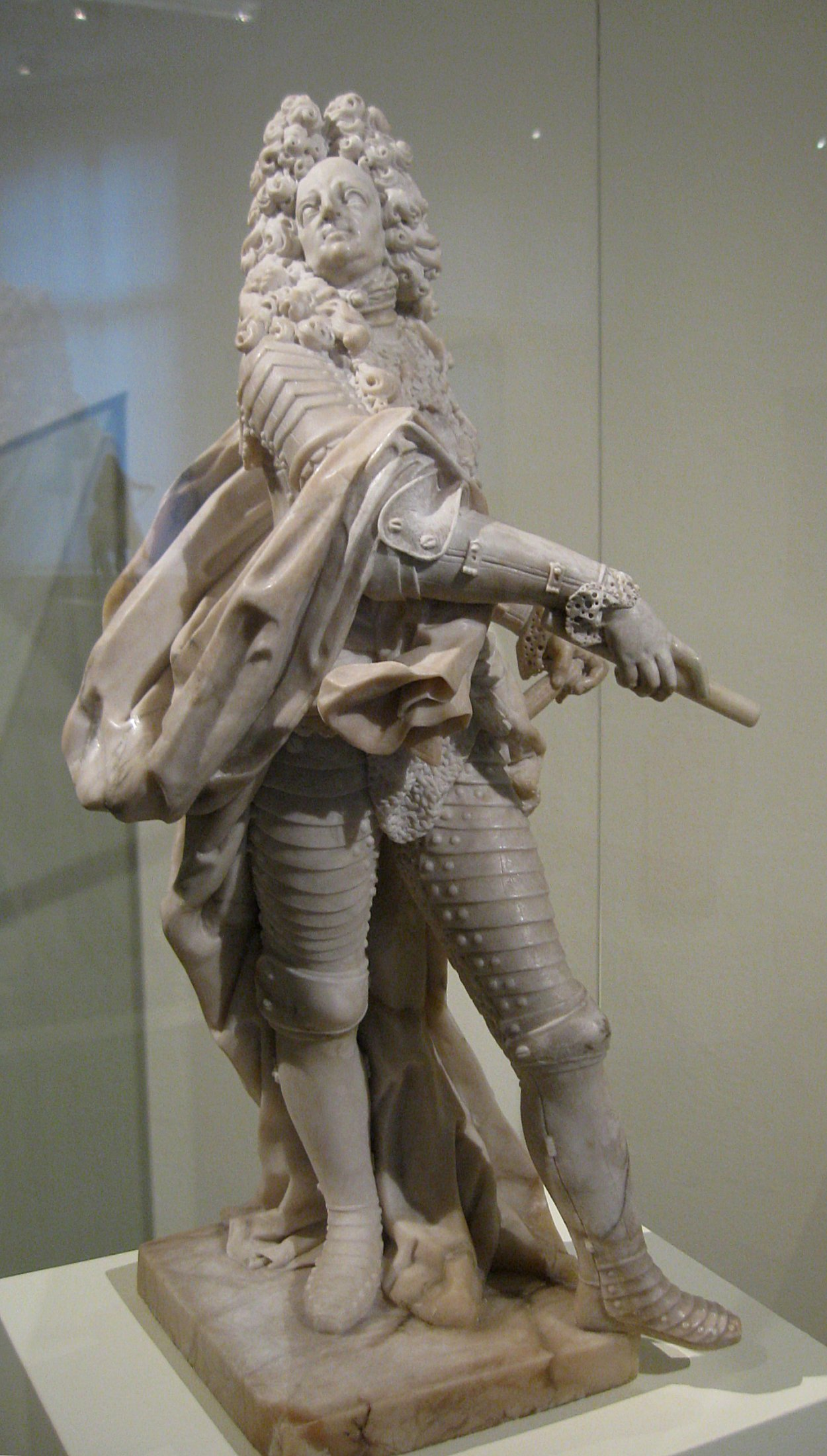
Max Emanuel von Giuseppe Volpini, um 1720, Bayerisches Nationalmuseum

Erst nach dem Frieden von Baden sah Max Emanuel am 3. April 1715 in Schloss Lichtenberg bei Landsberg am Lech seine Ehefrau und Kinder wieder. Nach der Rückkehr Kurfürst Max Emanuels wird die Geheime Ratskanzlei 1715 wieder in der früheren Größe und personellen Ausstattung ausgebaut. Max Emanuel ernannte dann aber bis zum Ende seiner Regierung weder einen neuen Ratskanzler als Nachfolger des schon 1704 verstorbenen Johann Rudolf von Wämpl noch einen Vizekanzler des Geheimen Rats. Anders als unter Max Emanuels Vater wurde die Innen- und Wirtschaftspolitik weiterhin vernachlässigt. Bereits seit dem Abgang von Kaspar von Schmid und besonders durch die lange Abwesenheit des Kurfürsten in den Spanischen Niederlanden war die Bedeutung der inneren Verwaltung Bayerns stark zurückgegangen. Das Augenmerk des Kurfürsten war weiter ganz auf Rangerhöhung und die dafür notwendigen Bündnisse ausgerichtet. Zuletzt hatten die beiden Vorgänger Max Emanuels, Maximilian I. und Ferdinand Maria, eine Kandidatur um die Kaiserwürde abgelehnt. Sie waren sich ihrer begrenzten Macht gegenüber dem unmittelbar benachbarten Österreich bewusst. Seit dem letzten Drittel des 17. Jahrhunderts wurde diese realistische Einschätzung der eigenen Möglichkeiten jedoch zunehmend von der Befürchtung verdrängt, gegenüber anderen Häusern im Reich ins Hintertreffen zu geraten, hatten doch die Kurfürsten von Sachsen, Brandenburg und Hannover jeweils die Königskrone von Polen (1697), Preußen (1701) und England (1714) errungen.

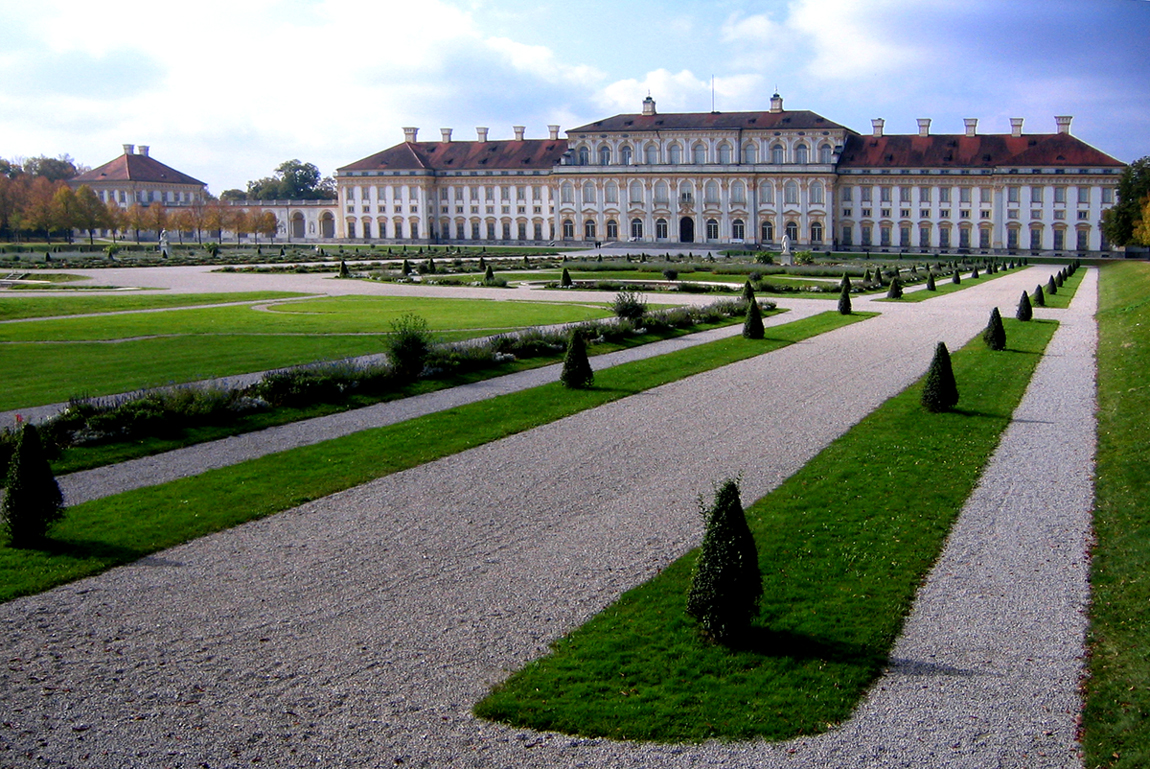
Neues Schloss Schleißheim

Trotz seines Bündnisses mit Frankreich bemühte sich der Kurfürst um eine Verständigung mit Kaiser Karl VI. Er stellte 1717 bayerische Truppen für den Türkenkrieg zur Verfügung. Damit verband er auch die Absicht, von den zu erwartenden Erbfolgestreitigkeiten in Österreich nach dem Tod des Kaisers zu profitieren. Diesem Ziel diente auch die Heirat des bayerischen Kurprinzen Karl Albrecht mit Maria Amalia von Österreich. Die Anerkennung der Pragmatischen Sanktion und der Erbverzicht der Erzherzogin waren für ihn dabei nebensächlich. Den Einfluss der Wittelsbacher im Reich stärkte er, indem er maßgeblich dazu beitrug, dass sein Sohn Clemens August von Bayern gleich mehrere Bischofssitze einnehmen konnte. Darunter war auch das Erzbistum Köln mit der dazu gehörigen Kurstimme. Ebenfalls mehrere Bischofssitze nahm Johann Theodor von Bayern ein. Mit der Wittelsbacher Hausunion von 1724 konnte der innerfamiliäre Streit, insbesondere mit der in der Kurpfalz regierenden Linie von Kurfürst Karl III. Philipp, beigelegt werden. Darin eingeschlossen waren ebenfalls die geistlichen Wittelsbacher Fürsten, so auch  Kurfürst Franz Ludwig. Im Rahmen der Wittelsbachischen Hausunion kam es endlich zu einem Vergleich in der lange umstrittenen Vikariatsfrage, der vorsah, dass Bayern und die Pfalz künftig gemeinsam das rheinische Vikariat ausüben sollten. Es war Max Emanuel in der zweiten Herrschaftszeit ein Anliegen, seine politische Isolation aus der Zeit des spanischen Erbfolgekrieges im Reich zu überwinden. Allerdings wurde das Land trotz aller Bemühungen von hohen Schulden belastet. Ab 1725 verhandelte Max Emanuel über die Position Bayerns zur Herrenhäuser Allianz, da sich beide Parteien um den Kurfürsten bemühten, was aber nicht mehr zu einem Abschluss kam. 
In der zweiten Herrschaftszeit nahm er auch die während des Krieges eingestellten Bauten von Schloss Nymphenburg und des „Neuen Schlosses Schleißheim“ wieder auf. Dazu ließ er Schloss Dachau großzügig umbauen und Schloss Fürstenried errichten. Mit seinen Architekten Joseph Effner und später François de Cuvilliés verstärkte sich nun der französische Einfluss in der höfischen Architektur, nachdem zuvor jahrzehntelang die italienische Barockkunst den Hof dominiert hatte. Auch als Kunstsammler war Max Emanuel tätig: so kaufte er für 90.000 brabantische Gulden 101 Gemälde, davon alleine zwölf Werke von Peter Paul Rubens, die heute den Grundstock der Alten Pinakothek bilden. Für seine Hofmusik bezog er die Instrumente unter anderem vom französischen Hoflieferanten Pierre Naust in Paris. Die Ostasiensammlung der Münchner Residenz beinhaltet heute über 500 Stücke kostbaren Porzellans aus China und Japan sowie Lackarbeiten, die meisten Exponate wurden von Max Emanuel erworben. Dem Kurfürsten wird auch die Erfindung des auch an anderen Höfen beliebten Passspiels zugeschrieben.

### Tod und Nachfolge
Max Emanuel litt gegen Ende seines Lebens schon seit längerem an Magenbeschwerden mit Erbrechen und Schluckstörungen. Anfang 1726 verschlimmerte sich die Krankheit immer mehr und am 26.2. gegen 5 Uhr morgens erlitt Max Emanuel einen Schlaganfall mit Halbseitenlähmung links und kurz vor 7 Uhr abends starb er.
Bestattet wurde er in einem Sarg in der Fürstengruft in der von seinem Vater erbauten Theatinerkirche. Ebenfalls in der Gruft ruhen sein Herz und die Eingeweide separat in einem Zinngefäß.
Das ganze 18. Jahrhundert hindurch hatte Bayern mit der von Max Emanuel verursachten enormen Schuldenlast zu kämpfen, die immer wieder an den Rand des Staatsbankrotts führte und seinen Spielraum einschränkte. Der Nachfolger Karl Albrecht übernahm eine Schuldenlast von 26 Mio. Gulden, die er dann noch vergrößerte.

## Ehen und Nachkommen

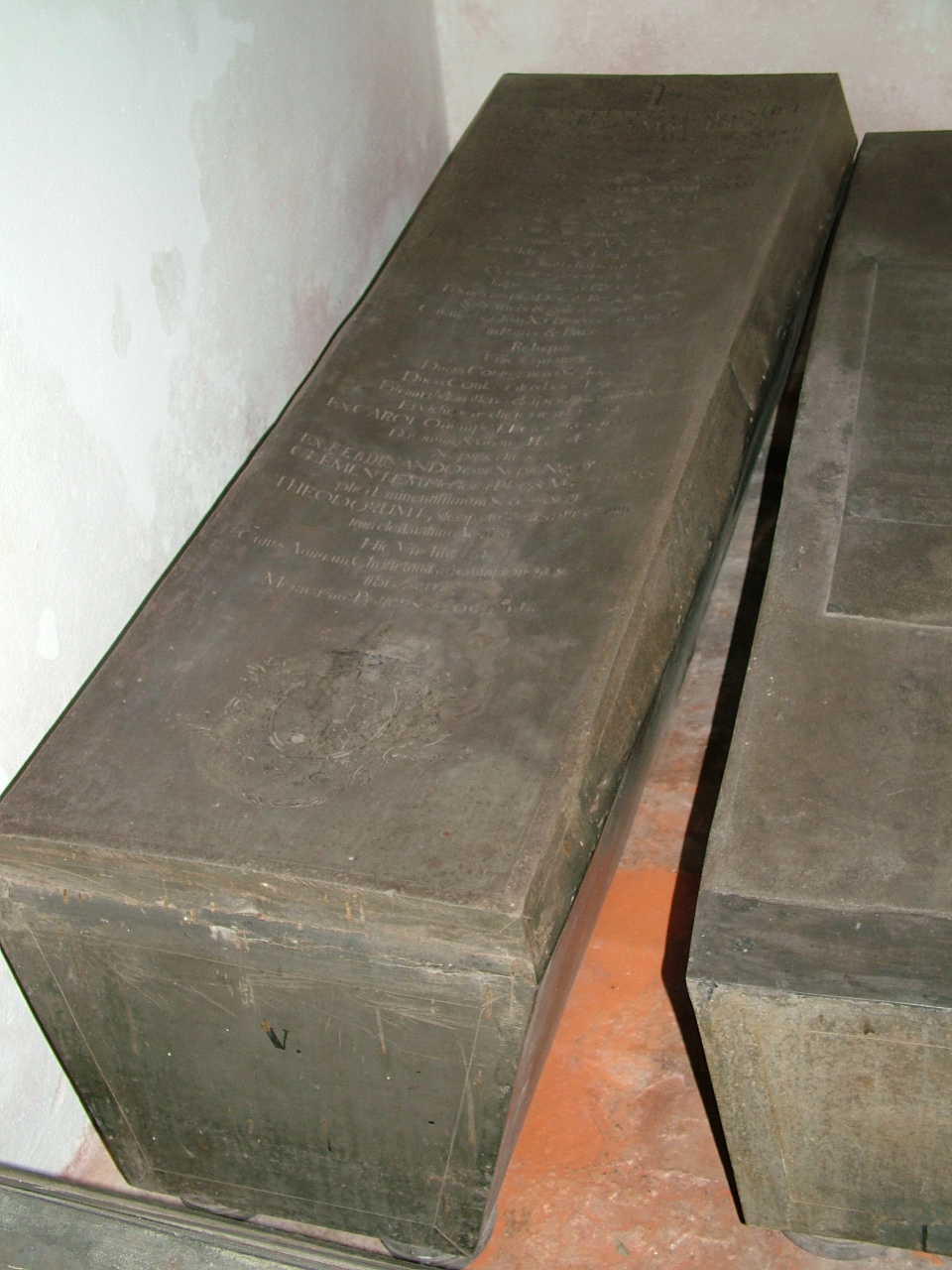
Sarg Max Emanuels in der Theatinerkirche

Kurfürst Max Emanuel heiratete am 15. Juli 1685 in Wien die Erzherzogin Maria Antonia von Österreich, Tochter des Kaisers Leopold I. und seiner Gattin, der Infantin Margareta Theresa von Spanien. Aus der Ehe gingen drei Kinder hervor:
- Leopold Ferdinand (* 22. Mai 1689 in München; † 25. Mai 1689 ebenda), Kurprinz von Bayern
- Anton (*/† 28. November 1690 in München), Kurprinz von Bayern
- Joseph Ferdinand Leopold (1692–1699), Kurprinz von Bayern und Fürst von Asturien

Nach deren Tod verlobte er sich im März 1693 mit der Prinzessin Leopoldine Eleonore von der Pfalz, Tochter des Kurfürsten Philipp Wilhelm von der Pfalz, die jedoch drei Wochen später verstarb.
In zweiter Ehe heiratete er am 2. Januar 1695 in Wesel die Prinzessin Therese Kunigunde von Polen, Tochter von König Johann III. Sobieski von Polen und seiner Gattin Marie Casimire Louise de la Grange d’Arquien, der er 1703 eine besondere Nabelschere zum Geschenk machte. Aus der Ehe gingen zehn Kinder hervor:
- namenloser Sohn (*/† 12. August 1695 in Brüssel), Prinz von Bayern
- Maria Anna Karoline (1696–1750), Prinzessin von Bayern, Nonne im Münchner Klarissinenkloster
- Karl Albrecht (1697–1745), röm.-dt. Kaiser und Kurfürst von Bayern
- Philipp Moritz Maria (5. August 1698 – 12. März 1719 in Rom), Prinz von Bayern, posthum erwählter Fürstbischof von Paderborn und Münster
- Ferdinand Maria Innozenz (1699–1738), Prinz von Bayern, kaiserlicher Feldmarschall
- Clemens August (1700–1761), Prinz von Bayern, Kurfürst und Erzbischof von Köln, Hoch- und Deutschmeister, Fürstbischof von Hildesheim, Regensburg, Münster, Paderborn und Osnabrück etc.
- Wilhelm (* 12. Juli 1701 in Schleißheim; † 12. Februar 1704 in München), Prinz von Bayern
- Alois Johann Adolf (* 21. Juni 1702 in München; † 18. Juni 1705 ebenda), Prinz von Bayern
- Johann Theodor (1703–1763), Prinz von Bayern, Kardinal, Fürstbischof von Regensburg, Freising und Lüttich
- Maximilian Emanuel Thomas (* 21. Dezember 1704 in München; † 18. Februar 1709 ebenda), Prinz von Bayern

Von seiner Mätresse Agnes Le Louchier hatte er einen Sohn:
- Emmanuel-Francois-Joseph Comte de Bavière, Marquis de Villacerf (1695–1747)

Von einer weiteren Mätresse hatte er eine Tochter:
- Maria Josepha von Sionsperg (* 1723; † nach 1729)

Ein weiteres Kind einer Mätresse ist belegt.

## Vorfahren
|  |                                                 |  |  |  |  |  |  |  |  |  |  |  |  |
|  | Wilhelm V. Herzog von Bayern (1548–1626)        |  |  |  |  |  |  |  |  |  |  |  |  |
|  |                                                 |  |  |  |  |  |  |  |  |  |  |  |  |
|  |                                                 |  |  |  |  |  |  |  |  |  |  |  |  |
|  | Maximilian I. Kurfürst von Bayern (1573–1651)   |  |  |  |  |  |  |  |  |  |  |  |  |
|  |                                                 |  |  |  |  |  |  |  |  |  |  |  |  |
|  |                                                 |  |  |  |  |  |  |  |  |  |  |  |  |
|  | Renata von Lothringen (1544–1602)               |  |  |  |  |  |  |  |  |  |  |  |  |
|  |                                                 |  |  |  |  |  |  |  |  |  |  |  |  |
|  |                                                 |  |  |  |  |  |  |  |  |  |  |  |  |
|  | Ferdinand Maria Kurfürst von Bayern (1636–1679) |  |  |  |  |  |  |  |  |  |  |  |  |
|  |                                                 |  |  |  |  |  |  |  |  |  |  |  |  |
|  |                                                 |  |  |  |  |  |  |  |  |  |  |  |  |
|  | Kaiser Ferdinand II. von Habsburg (1578–1637)   |  |  |  |  |  |  |  |  |  |  |  |  |
|  |                                                 |  |  |  |  |  |  |  |  |  |  |  |  |
|  |                                                 |  |  |  |  |  |  |  |  |  |  |  |  |
|  | Maria Anna von Österreich (1610–1665)           |  |  |  |  |  |  |  |  |  |  |  |  |
|  |                                                 |  |  |  |  |  |  |  |  |  |  |  |  |
|  |                                                 |  |  |  |  |  |  |  |  |  |  |  |  |
|  | Maria Anna von Bayern (1574–1616)               |  |  |  |  |  |  |  |  |  |  |  |  |
|  |                                                 |  |  |  |  |  |  |  |  |  |  |  |  |
|  |                                                 |  |  |  |  |  |  |  |  |  |  |  |  |
|  | Maximilian II. Emanuel Kurfürst von Bayern      |  |  |  |  |  |  |  |  |  |  |  |  |
|  |                                                 |  |  |  |  |  |  |  |  |  |  |  |  |
|  |                                                 |  |  |  |  |  |  |  |  |  |  |  |  |
|  | Karl Emanuel I. von Savoyen (1562–1630)         |  |  |  |  |  |  |  |  |  |  |  |  |
|  |                                                 |  |  |  |  |  |  |  |  |  |  |  |  |
|  |                                                 |  |  |  |  |  |  |  |  |  |  |  |  |
|  | Viktor Amadeus I. von Savoyen (1587–1637)       |  |  |  |  |  |  |  |  |  |  |  |  |
|  |                                                 |  |  |  |  |  |  |  |  |  |  |  |  |
|  |                                                 |  |  |  |  |  |  |  |  |  |  |  |  |
|  | Katharina Michaela von Spanien (1567–1597)      |  |  |  |  |  |  |  |  |  |  |  |  |
|  |                                                 |  |  |  |  |  |  |  |  |  |  |  |  |
|  |                                                 |  |  |  |  |  |  |  |  |  |  |  |  |
|  | Henriette Adelheid von Savoyen (1636–1676)      |  |  |  |  |  |  |  |  |  |  |  |  |
|  |                                                 |  |  |  |  |  |  |  |  |  |  |  |  |
|  |                                                 |  |  |  |  |  |  |  |  |  |  |  |  |
|  | Heinrich IV. König von Frankreich (1553–1610)   |  |  |  |  |  |  |  |  |  |  |  |  |
|  |                                                 |  |  |  |  |  |  |  |  |  |  |  |  |
|  |                                                 |  |  |  |  |  |  |  |  |  |  |  |  |
|  | Christina von Frankreich (1606–1663)            |  |  |  |  |  |  |  |  |  |  |  |  |
|  |                                                 |  |  |  |  |  |  |  |  |  |  |  |  |
|  |                                                 |  |  |  |  |  |  |  |  |  |  |  |  |
|  | Maria de’ Medici (1575–1642)                    |  |  |  |  |  |  |  |  |  |  |  |  |
|  |                                                 |  |  |  |  |  |  |  |  |  |  |  |  |
|  |                                                 |  |  |  |  |  |  |  |  |  |  |  |  |

## Filme
- Max Emanuel. Der Blaue Kurfürst, BR 2007, Ein Film von Bernhard Graf

## Ehrungen
Nach ihm wurde 1915 der Kurfürstenplatz in München benannt, außerdem befindet sich eine Sockelplastik (Denkmal für Kurfürst Max Emanuel) am Promenadeplatz in der Innenstadt.